# Polypera simushirae
Polypera simushirae är en fiskart som först beskrevs av Gilbert och Burke 1912.  Polypera simushirae ingår i släktet Polypera och familjen Liparidae. Inga underarter finns listade i Catalogue of Life.